# 고난의 행군
고난의 행군(苦難의 行軍, 영어: Arduous March, March of Suffering, North Korean Famine in the 1990s)은 1995년에서 2000년 사이에 일어난 조선민주주의인민공화국의 최악의 대량 아사와 전반적인 경제위기를 가리키는 말이다. 이 기간 동안 북한이탈주민이 증가하였으며, 이는 기근 말기에 최고조에 달했다.
기근은 다양한 요인으로 인해 발생했다. 경제 정책 실패와 소련 지원의 상실로 인해 식량 생산과 수입이 급격히 감소했다. 일련의 홍수와 가뭄이 위기를 악화시켰다. 북한 정부와 계획 경제 체제는 재앙에 효과적으로 대처하기에는 너무나도 경직적이었다. 북한은 원조와 상업적 기회를 얻으려 노력했지만, 초기에는 관심을 받지 못했다.
사망자 수는 크게 다르다. 전체 약 2,200만 명의 인구 중 24만 명에서 350만 명 사이의 북한 주민이 굶주림이나 기아 관련 질병으로 사망했으며, 사망자 수는 1997년에 최고조에 달했다. 2011년 미국 인구조사국 보고서는 1993년부터 2000년까지의 초과 사망자 수를 50만 명에서 60만 명 사이로 추정했다.
본래 해당 명칭은 심각한 경제위기가 오자 정부에서 김일성의 항일 활동에 빗대어 위기를 극복하자는 뜻을 나타내기 위해 채택한 구호로, 이후 해당 시기를 가리키는 명칭으로 쓰이게 되었다. 그 유래는 1938년 말 ~ 1939년 초 김일성이 이끄는 항일유격대가 만주에서 혹한과 굶주림을 겪으며 일본군의 토벌작전을 피해 100여 일간 행군했다는 일화에서 왔다.

## 고난의 행군
"고난의 행군" 또는 "고통의 행진"이라는 용어는 1993년 국가 선전 캠페인 이후 기근에 대한 공식적인 은유가 되었다. 로동신문은 북한 주민들에게 김일성이 소규모 항일 빨치산 부대 지휘관으로 활동하던 시절의 선전 우화를 상기시킬 것을 촉구했다. 고난의 행군으로 불리는 이 이야기는 "영하 20도에서 수천 명의 적과 싸우고, 폭설과 굶주림을 무릅쓰고, 붉은 깃발을 앞세워 행진했다"고 묘사된다.
이 국가 캠페인의 일환으로, '기근'과 '굶주림'과 같은 단어는 정부의 실패를 암시한다는 이유로 사용이 금지되었다. 사망 원인이 기근 때문이라고 말하는 시민들은 당국으로부터 심각한 문제에 처할 수 있었다. 책임자들을 숙청하기 위한 특별 그룹(심화조)이 조직되었다.

## 배경
북한에서는 사람들이 대기근을 고난의 행군(한국어: 고난의 행군 ko'nan-ŭi haenggun)이라고 부르도록 요구받는다. 이는 북한 정권과 주민들이 삶을 근본적이고 예상치 못한 방식으로 바꾸도록 강요했기 때문에 북한 역사에서 가장 중요한 사건 중 하나였다.
북한의 산악 지형 중 약 20%만이 농지이다. 많은 지역은 서리가 없는 기간이 6개월에 불과하여 연간 한 작물만 재배할 수 있다. 이 나라는 식량 생산에서 자급자족한 적이 없으며, 많은 전문가들은 자급자족을 시도하는 것이 비현실적이라고 생각했다. 북한의 지형 때문에 농업은 주로 재배 기간이 길고 평평한 땅, 상당한 강수량, 높은 작물 재배에 적합한 잘 관개된 토양을 가진 서부 4개 해안 지방의 평야를 중심으로 이루어진다. 서부 해안 지방과 더불어 동부 해안 지방에도 비옥한 땅이 있지만, 자강도와 량강도와 같은 내륙 지방은 너무 산악 지형이고 건조하며 추워서 농업을 지탱하기 어렵다.
1980년대에 소련은 정치 및 경제 개혁에 착수했다. 북한이 과거와 현재 북한에 보낸 모든 원조를 소련에 상환하도록 요구하기 시작했으며, 북한은 이를 상환할 수 없었다. 1991년, 소련의 붕괴로 인해 값싼 석유와 같은 모든 원조와 무역 특혜가 종료되었다. 소련의 원조 없이 북한 농업 부문으로의 수입 흐름이 중단되었고, 정부는 이에 대응하기에는 너무 경직적이었다. 에너지 수입은 75% 감소했다. 경제는 하향 나선형으로 진입했으며, 수입과 수출이 동시에 감소했다. 침수된 탄광은 펌프를 작동시키기 위해 전기가 필요했고, 석탄 부족은 전력 부족을 악화시켰다. 전력으로 작동하는 관개 시스템, 인공 비료, 살충제에 의존하는 농업은 경제 붕괴로 인해 특히 큰 타격을 입었다.
대부분의 북한 주민들은 1990년대 중반 훨씬 이전부터 영양실조를 겪었다. 이 나라는 생산 능력의 한계에 도달했으며, 외부적인 충격에 효과적으로 대응할 수 없었다.
북한의 국영 무역 회사들은 대외 경제 관계를 수행하는 대안적인 수단으로 부상했다. 1980년대 중반부터 이 국영 무역 회사들은 "모든 수익의 일정 비율이 김정일의 개인 계좌로 직접 들어가... [이는] 고위 지도부의 충성을 확보하고 유지하는 데 사용되었다"며 정권 자금 조달의 중요한 통로가 되었다.
이 나라는 곧 "하루 두 끼 식사" 캠페인이라는 긴축 조치를 시행했다. 이러한 조치들은 경제 쇠퇴를 막기에 불충분하다는 것이 입증되었다. 크랜필드 대학교의 헤이즐 스미스 교수에 따르면:
단기 및 중기적 이득을 가져왔던 과거의 방식은 소련과 동구권이 남아 석유, 기술, 전문 지식을 계속 공급했더라면 계속해서 소규모 경제적 이득을 창출했을 수도 있다.

이들 국가의 도움 없이는 북한은 다가오는 기근에 적절히 대응할 수 없었다. 한동안 중국은 소련의 붕괴로 인한 공백을 메우고 상당한 원조로 북한의 식량 공급을 지원했다. 1993년까지 중국은 북한 연료 수입의 77%, 식량 수입의 68%를 공급했다. 그리하여 북한은 소련에 대한 의존을 중국에 대한 의존으로 대체했다. 1993년, 중국은 자체적인 곡물 부족과 경화 필요에 직면하여 북한에 대한 원조를 급격히 줄였다.
1997년, 북한 농업상 서관희는 미국 정부를 위해 스파이 활동을 하고 북한 농업을 고의로 방해하여 기근을 초래했다는 혐의를 받았다. 그 결과, 그는 북한 정부에 의해 공개 처형되었다.
| 연도               | 1989 | 1990 | 1991 | 1992 | 1993 | 1994 | 1995 | 1996 | 1997 |
| 쌀 (정미 100만 톤) | 3.24 | 3.36 | 3.07 | 3.34 | 3.56 | 2.18 | 1.40 | 0.98 | 1.10 |
| 옥수수 (100만 톤)  | 4.34 | 3.90 | 4.20 | 3.72 | 3.94 | 3.55 | 1.37 | 0.83 | 1.01 |
| ------------------ | ---- | ---- | ---- | ---- | ---- | ---- | ---- | ---- | ---- |

이로 인해 조선민주주의인민공화국 지도부는 1998년에 경제 건설을 위한 '사회주의 강행군'을 제시했고 2000년 1월 1일 《로동신문》은 신년 공동사설을 통해 "우리 인민의 투쟁으로 여러 해째 계속된 어려운 행군이 마침내 '구보(驅步) 행군' 단계에 접어들었다"고 공식 선언했다.

## 원인

### 홍수 및 가뭄
경제적 쇠퇴와 실패한 정책들이 기근의 배경을 제공했지만, 1990년대 중반의 홍수가 직접적인 원인이었다. 1995년 7월과 8월의 홍수는 독립적인 관찰자들에 의해 "성서적 규모"로 묘사되었다. 이들은 국가의 최대 30%에 영향을 미친 것으로 추정되었다.
1995년 파괴적인 홍수가 국가를 휩쓸면서, 농지, 추수, 곡물 비축량, 사회 및 경제 기반 시설이 파괴되었다. 유엔 인도주의 업무 조정국은 "1995년 7월 30일부터 8월 18일 사이에, 엄청난 비로 인해 조선민주주의인민공화국(DPRK)에 파괴적인 홍수가 발생했다. 황해북도 평산군 한 지역에서는 단 7시간 만에 877 밀리미터 or 35 인치의 비가 내렸는데, 이는 이 지역에서는 전례 없는 강수량이었다... 불어난 압록강의 수류는 72시간 동안 48억 톤으로 추정되었다. 이 정도 규모의 홍수는 최소 70년 동안 기록된 적이 없었다".
홍수로 인한 주요 문제점은 농경지와 수확물 파괴뿐만 아니라, 많은 비상 곡물 비축량이 지하에 저장되어 있었기 때문에 이들의 손실도 있었다. 유엔에 따르면, 1994년과 1995년의 홍수는 약 150만 톤의 곡물 비축량을 파괴했으며, 미국 질병통제예방센터는 1995년 홍수로 120만 톤(또는 12%)의 곡물 생산이 손실되었다고 밝혔다. 1996년에는 추가적인 대홍수가 발생했고 1997년에는 가뭄이 있었다.
북한은 수력 발전소, 탄광, 공급 및 운송 시설과 같은 기반 시설의 홍수 피해로 인해 발전 용량의 약 85%를 잃었다. 유엔 관계자들은 1995년부터 1997년까지의 전력 부족이 석유 부족 때문이 아니라고 보고했는데, 이는 총 20여 개의 발전소 중 단 두 곳만이 중유를 전력 생산에 의존했으며, 이들 발전소는 KEDO(한반도에너지개발기구)에서 공급받았기 때문이다. 북한 전력의 약 70%는 수력 발전원에서 나왔으며, 1996년과 1997년의 심각한 겨울-봄 가뭄(및 압록강의 대형 수력 터빈 중 하나 고장)은 당시 전국적으로 심각한 부족을 초래하여 철도 운송(거의 전적으로 전력에 의존)을 심하게 제한했으며, 이는 다시 국내 전력의 나머지 20%를 공급하는 석탄 화력 발전소로의 석탄 공급 부족을 초래했다.

### 공공 배급 시스템의 실패
북한의 홍수와 기근에 대한 취약성은 공공 배급 시스템의 실패로 악화되었다. 정권은 식량 수입과 국내 모든 지역에 대한 차별 없는 식량 배급을 허용하는 정책을 추구하기를 거부했다. 기근 동안, 동부 지방 도시의 도시 노동 계층이 특히 큰 타격을 입었다.
식량 배급은 공산주의 체제의 계층화 기본 원칙을 반영했다.
외국 관찰자들은 식량이 사람들의 정치적 지위와 국가에 대한 충성도에 따라 배급되었다고 주장했다.
구조는 다음과 같다(세계 식량 계획은 하루 600그램의 곡물을 "생존 배급량" 미만으로 간주한다):
| 범주             | 할당량  |
| ---------------- | ------- |
| 특권 산업 노동자 | 900g/일 |
| 일반 노동자      | 700g/일 |
| 은퇴 시민        | 300g/일 |
| 2~4세            | 200g/일 |

그러나 장기간의 식량 부족은 시스템에 부담을 주었고, 이는 가용 식량 할당량을 그룹 전체에 얇게 분산시켜 공공 배급에 전적으로 의존하는 인구의 62%에 영향을 미쳤다. 1997년에는 시스템이 인구의 6%만을 먹여 살리고 있었다.
| 연도 | 변화              |
| ---- | ----------------- |
| 1987 | 10% 감소          |
| 1992 | 추가 10% 감소     |
| 1994 | 470g/일 → 420g/일 |
| 1997 | 128g/일           |

그러나 2008년 연구에서는 홍수를 경험한 지역과 그렇지 않은 지역 간의 아동 영양 상태에 차이가 없었다.

### 장기적 원인
기근은 또한 수십 년에 걸쳐 서서히 축적된 일련의 정부 결정들의 결과였다. 폐쇄 경제 모델을 따르려는 시도는 정권이 국제 시장에 참여하고 식량을 수입할 가능성을 포기하게 만들었고, 대신 1991년 "하루 두 끼 식사" 캠페인과 같은 수요 제한 조치를 취하게 했다. 1991년 라진선봉 자유 무역 지대를 통해 수출을 늘리고 외화를 벌어들이려는 시도는 실패했다. 그곳은 북한에서 가장 고립된 지역에 위치했고 국제 비즈니스에 대한 명확한 법적 기반이 부족했기 때문이다. 북한 정부는 또한 1970년대 해외 차관을 불이행한 후 식량 수입 자금을 조달하기 위해 해외에서 빌릴 수 있는 단기적 기회를 놓쳤다.

## 보건
불충분한 의료 물품, 물과 환경 오염, 잦은 정전, 시대에 뒤떨어진 훈련은 전반적인 황폐화를 가중시킨 보건 위기를 초래했다. 1997년 유니세프 대표단에 따르면, 병원은 깨끗했지만 병동에는 혈압계, 체온계, 저울, 신장 접시, 주걱, IV 주입 세트 등 가장 기본적인 물품과 장비조차 없었다. 이 임무는 많은 환자들이 명백히 살균되지 않은 수제 맥주병 IV 세트로 치료받는 것을 목격했다. 경구 수액제와 진통제, 항생제와 같은 가장 기본적인 약품조차 없었다.

## 광범위한 영양실조
수확량과 식량 비축량의 광범위한 파괴로 인해 식량 생산이 잘 이루어지던 지역을 포함하여 인구의 대부분이 식량 부족으로 절망에 빠졌다. 1996년에는 "이른바 살림살이가 나은 지역"의 사람들이 너무 배가 고파 "작물이 완전히 영글기 전에 옥수수 이삭을 먹었다"고 보도되었다. 이는 이미 황폐화된 수확량의 예상 생산량을 50% 감소시켰다.
성별, 소속, 사회 계층에 관계없이 모든 사람이 위기에 영향을 받았다. 심각한 저체중으로 나타나는 아동 영양실조는 1987년 3%, 1997년 14%, 2002년 7%로 나타났다.

### 군대
선군정치는 북한의 "군사 우선" 정책으로, 국가 affairs에서 조선인민군을 우선시하고 국가 자원을 "군대 우선"으로 할당한다. 군대가 식량 배급에서 우선권을 받았음에도 불구하고, 이것이 그들 모두가 충분한 배급을 받았다는 것을 의미하지는 않았다.
군대는 자체적으로 식량을 재배하고 해외에서 식량과 물품을 구매할 수 있는 산업을 개발해야 했다. 군인들이 받는 배급량은 매우 기본적인 것이었으며, "100만 명에 달하는 군대의 일반 병사들은 종종 배고픔에 시달렸고, 아들이나 딸이 군 복무 중이라는 이유만으로 특별 대우를 받지 못하는 가족들도 마찬가지였다".

### 여성
북한 사회의 성별 구조로 인해 여성들은 가족을 위해 식량, 물, 연료를 구하는 책임을 맡았기 때문에 여성들은 특히 고통받았다. 이는 종종 대가족을 포함했다. 동시에 여성은 전 세계 어느 나라보다 높은 89%의 노동력 참여율을 보였다. 따라서 여성들은 계속 직장에 다니면서 가족을 위한 물품을 구해야 했다.
임산부와 수유부 여성은 건강을 유지하는 데 심각한 어려움을 겪었다. 산모 사망률은 1,000명당 약 41명으로 증가했으며, 빈혈, 출혈, 조산과 같은 단순 합병증은 비타민 결핍증으로 인해 흔해졌다. 이 기간 동안 출생아 수가 여성 한 명당 약 0.3명 감소한 것으로 추정되었다.

### 아동
아동, 특히 2세 미만의 아동은 기근과 당시의 빈곤 모두에 가장 큰 영향을 받았다. 세계보건기구는 아동 사망률이 1,000명당 93명, 영아 사망률이 1,000명당 23명이라고 보고했다. 영양실조에 걸린 산모들은 모유 수유에 어려움을 겪었다. 모유 수유에 대한 적절한 대안은 없었다. 유아용 조제유는 국내에서 생산되지 않았으며, 소량만 수입되었다.
기근은 꽃제비로 알려진 노숙자, 이동성 아동 인구를 초래했다.

## 실제에 근접한 사망자 수
위기의 심각한 단계인 1994년부터 1998년까지의 정확한 사망자 수는 불확실하다. 연구자 안드레이 란코프에 따르면, 추정치의 극단적인 상한과 하한 모두 부정확한 것으로 간주된다. 2001년과 2007년에 독립적인 연구자 그룹은 60만 명에서 100만 명, 즉 위기 이전 인구의 3%에서 5%가 기아와 기아 관련 질병으로 사망했다고 추정했다. 1998년, 북한을 방문한 미국 의회 직원들은 "따라서 우리는 1997년에 최고조에 달하여 연간 30만 명에서 80만 명이 사망할 것으로 추정했다. 이는 1995년에서 1998년 사이에 북한 식량 부족으로 인한 총 사망자 수가 90만 명에서 240만 명 사이임을 의미한다"고 보고했다. W. 코트랜드 로빈슨 팀은 24만 5천 명의 "초과" 사망자(조기 사망으로 인한 사망률 증가), 즉 영향을 받은 지역 인구의 12%를 발견했다. 이 결과를 상한선으로 삼아 북한 전역의 인구에 외삽하면 기근 관련 사망자의 상한선은 200만 명에 달한다. 앤드루 나치오스 등은 200만~300만 명의 사망자를 추정했다.
2010년 11월 22일 대한민국 통계청이 유엔의 인구센서스를 바탕으로 발표한 북한 인구 추계에 따르면, 1996~2000년 간 아사자 수는 33만여 명으로 추산된다. 미국 통계청에서는 1995년에서 2000년까지 경제난에 의해 직간접적 영향으로 사망한 인구를 50만 명에서 60만 명으로 추산하기도 했다.
2011년 미국 인구조사국의 연구에 따르면, 1993년에서 2000년 사이의 초과 사망자 수의 가능성 있는 범위는 50만 명에서 60만 명 사이였으며, 1993년부터 2008년까지 총 60만 명에서 100만 명의 초과 사망자가 발생했다.

## 암시장
동시에 기근의 시기는 불법적이고 사적인 시장 활동의 극적인 부흥으로도 특징지어졌다. 조중 국경을 통한 밀수는 급증했으며, 최대 25만 명의 북한 주민이 중국으로 넘어갔다. 아마르티아 센은 기근에 기여한 구조적 및 경제적 문제 중 하나로 나쁜 통치를 언급했지만, 기근은 또한 광범위한 정부 부패를 초래하여 오래된 정부 통제 및 규제의 붕괴로 거의 이어졌다.
연료가 부족해지고 물류 수요가 증가하자 소위 서비스차(문화어: 써비차) 운영이 형성되었다. 이는 기업가들이 다른 운송 수단에 접근할 수 없는 기업, 기관 및 개인에게 운송 서비스를 제공하는 것으로, 차량은 공식적으로 운송 허가를 제공하는 합법적인 기업이나 단위에 의해 소유된다.
기근과 비공식 무역 및 상업화로 인한 절박함 속에서 북한 주민들은 암시장을 개발했으며, 나아가 적응하며 생존하고 있었다. 안드레이 란코프는 이 과정을 "북한 스탈린주의의 자연적 죽음"이라고 묘사했다.
2011년 공식 월급은 미화 2달러에 해당했다. 그러나 북한 주민 대부분이 불법적인 소규모 사업(무역, 자급 농업, 수공예품)으로 돈을 벌고 있었기 때문에 실제 월 소득은 약 15달러로 추정될 수 있었다. 불법 경제는 주로 여성들이 지배하고 있다. 이는 남성들이 대부분의 공장이 기능하지 않음에도 불구하고 공식 직장에 출근해야 하기 때문이다.

## 국제적 대응
북한에 대한 초기 지원은 1990년부터 시작되었으며, 남한의 종교 단체와 유니세프의 소규모 지원이 있었다. 1995년 8월, 북한은 인도주의적 지원을 공식 요청했고 국제 사회는 이에 따라 대응했다:
| 기증국 | 1995 | 1996 | 1997 | 1998 | 1999  | 2000  | 2001  | 2002  | 2003 | 2004 | 2005  | 2006 | 2007 | 2008 | 2009 | 2010 | 2011 | 총계   |
| ------ | ---- | ---- | ---- | ---- | ----- | ----- | ----- | ----- | ---- | ---- | ----- | ---- | ---- | ---- | ---- | ---- | ---- | ------ |
| 남한   | 150  | 3    | 60   | 48   | 12    | 352   | 198   | 458   | 542  | 407  | 493   | 80   | 431  | 59   |      | 23   |      | 3,314  |
| 중국   |      | 100  | 150  | 151  | 201   | 280   | 420   | 330   | 212  | 132  | 451   | 207  | 264  |      | 116  |      |      | 3,015  |
| 미국   |      | 22   | 193  | 231  | 589   | 351   | 319   | 222   | 47   | 105  | 28    |      |      | 171  | 121  | 1    |      | 2,400  |
| 기타   | 394  | 380  | 501  | 361  | 198   | 248   | 571   | 168   | 143  | 201  | 125   | 20   | 26   | 145  | 61   | 71   | 47   | 3,661  |
| 총계   | 544  | 505  | 904  | 791  | 1,000 | 1,231 | 1,508 | 1,178 | 944  | 845  | 1,097 | 307  | 721  | 375  | 298  | 95   | 47   | 12,390 |

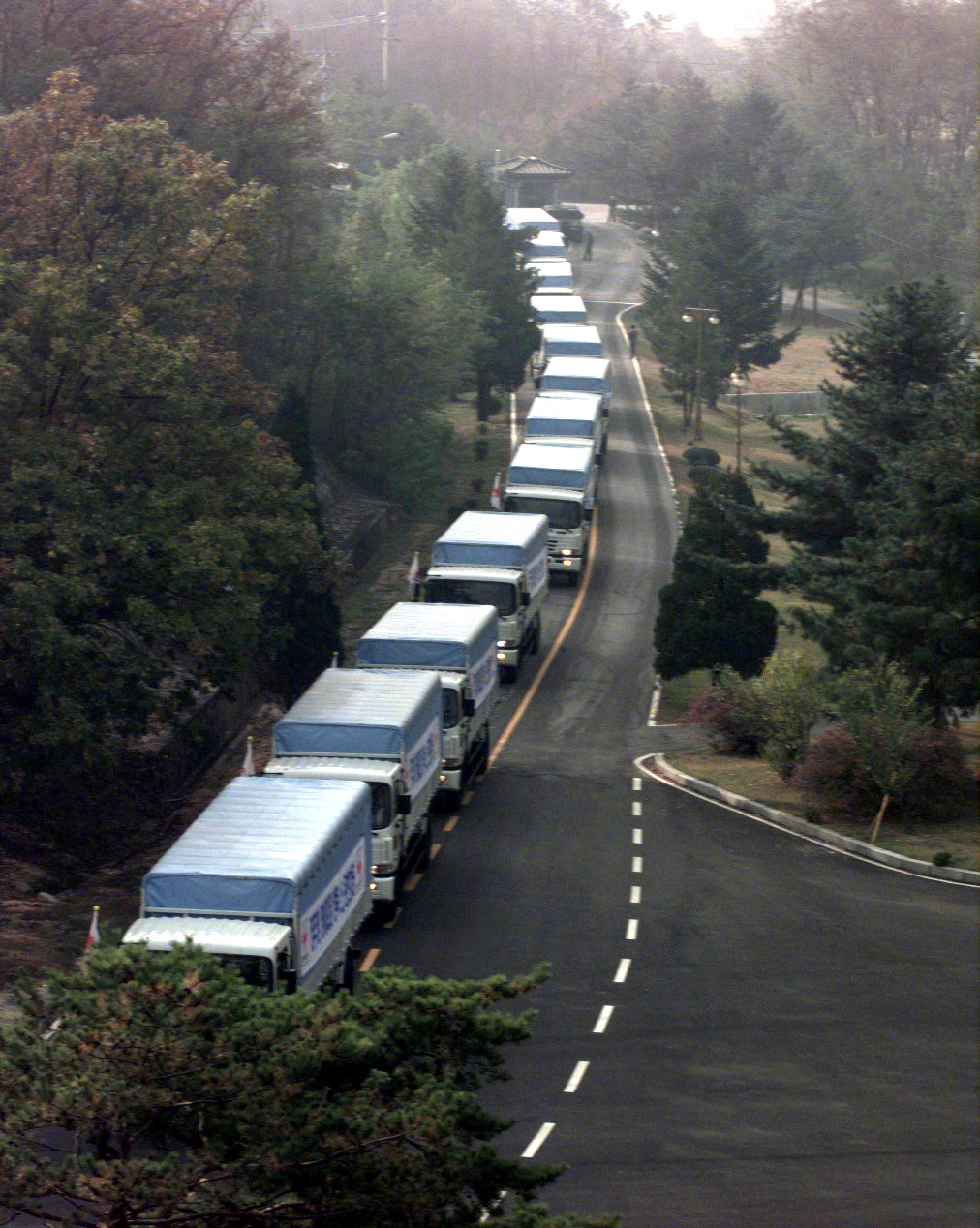
1998년 10월 27일, 북한으로 향하는 501마리의 소가 실린 남한 구호 차량 50대의 행렬.

1996년부터 미국은 기근에 대처하기 위해 유엔 세계 식량 계획(WFP)을 통해 북한에 식량 원조를 보내기 시작했다. 선적량은 1999년에 거의 60만 톤으로 최고치를 기록하여 당시 미국이 북한에 대한 최대 해외 원조국이 되었다. 조지 W. 부시 행정부 하에서 원조는 2001년 32만 톤에서 2005년 2만 8천 톤으로 매년 급격히 감소했다. 부시 행정부는 북한 핵무기 프로그램 협상에서 "식량을 무기로 사용한다"는 비판을 받았지만, 미국 국제개발처(USAID) 기준이 모든 국가에 동일하며 북한의 상황은 "1990년대 중반 붕괴 이후 크게 개선되었다"고 주장했다.
이명박 정부 이전의 대한민국과 중국은 북한에 대한 식량 원조의 최대 기여국으로 남아 있었다. 미국은 북한이 원조 배포를 감독하기 위한 기증국 대표의 입국을 거부한다는 이유로 이러한 식량 기부 방식에 반대한다. 그러한 감독은 원조가 권력 있는 엘리트들에 의해 압수되어 판매되거나 북한의 대규모 군대를 먹이는 데 전용되지 않도록 보장할 것이다. 2005년, 한국과 중국은 각각 절반씩 기여하여 거의 100만 톤의 식량 원조를 제공했다.
북한 주변국들의 인도주의적 지원은 때때로 북한이 보이콧된 회담을 재개하도록 유도하기 위해 중단되기도 했다. 예를 들어, 남한은 2006년에 북한에 50만 톤의 쌀 지원을 "고려 보류"하기로 결정했지만, "일반 인도주의적 지원"을 재개하는 것과 반대로 식량을 명확한 인센티브로 제공하는 아이디어는 피했다. 또한 중국 본토가 식량 구호를 전달하는 데 사용한 철도 차량의 광범위한 도난으로 인해 원조 중단이 발생하기도 했다.

## 기근 이후의 발전
북한은 아직 식량 생산에서 안정적인 자급자족을 재개하지 못했으며, 그 결과 주기적으로 식량 원조를 대한민국, 중국, 미국, 일본, 유럽 연합 및 기타 국가들에 의존한다. 2002년, 북한은 더 이상 식량 공급을 원조받지 않겠다고 요청했다.
2005년, 세계 식량 계획(WFP)은 기근 상황이 북한에 임박할 위험이 있다고 보고했으며, 정부는 쌀 농부들을 돕기 위해 수백만 명의 도시 주민들을 동원한 것으로 보고되었다. 2012년, WFP는 가능한 한 빨리 북한에 식량을 보낼 것이라고 보고했다. 식량은 먼저 지역 가공업체에서 가공된 후 북한 주민들에게 직접 전달될 것이다.
농업 생산량은 1997년 약 270만 미터톤에서 2004년 420만 미터톤으로 증가했다. 2008년에도 식량 부족은 북한에서 문제로 남아 있었지만, 1990년대 중반에서 후반보다는 덜했다. 2007년 홍수와 식량 원조 감소가 문제를 악화시켰다.
2011년, 북한을 방문한 전 미국 대통령 지미 카터는 북한 어린이의 3분의 1이 식량 부족으로 영양실조에 걸려 성장이 늦어지고 있다고 보고했다. 그는 또한 북한 정부가 2011년에 일일 식량 섭취량을 5,900 to 2,900 kJ (1,400 to 700 kcal)로 줄였다고 말했다. 일부 학자들은 북한이 의도적으로 식량 부족을 과장하여 2012년 김일성 탄생 100주년 대규모 축하 행사를 위한 추가 식량 공급을 외국 원조를 통해 받으려 한다고 믿었다.
탈북자들은 2010년 9월에 기근이 북한에 다시 돌아왔다고 보고했다. 북한 유치원생들은 남한 학생들보다 평균 three to four 센티미터 (1 1⁄4–1 1⁄2 in)가 작은 것으로 보고되었는데, 일부 연구자들은 이를 기근과 영양실조 상황으로만 설명할 수 있다고 믿는다. 대부분의 사람들은 공휴일, 즉 김정일의 생일인 광명성절인 2월 16일과 김일성의 생일인 태양절인 4월 15일에만 고기를 먹는다.
2012년 4월 도쿄 신문의 한 보도에 따르면, 2011년 12월 김정일 사망 이후 황해남도에서 약 2만 명이 굶어 죽었다고 한다. 2013년 1월 일본 아시아 프레스 통신의 또 다른 보도에서는 황해북도와 황해남도에서 1만 명 이상이 기근으로 사망했다고 주장했다. 다른 국제 뉴스 기관들은 식인에 대한 이야기를 유포하기 시작했다.
반면에 WFP는 영양실조와 식량 부족을 보고했지만, 기근은 아니라고 밝혔다. 2016년, 유엔 아동권리위원회는 2008년 이후 영아 사망률이 꾸준히 감소하고 있다고 보고했다. 2016년 학술 분석에서는 상황이 1990년대 이후 크게 개선되었으며 북한의 건강 및 영양 수준이 다른 개발도상국과 비슷하다고 밝혔다. 2017년, 분석가 안드레이 란코프는 기근의 재발에 대한 이전 예측이 근거가 없으며, 굶주림의 시대는 오래 전에 지났다고 주장했다.
2017년 조사에 따르면, 기근은 북한의 인구 통계에 영향을 미쳐 특히 남자 아기들에게 큰 타격을 주었다. 20-24세 여성은 인구의 4%를 차지했지만, 같은 연령대의 남성은 2.5%에 불과했다. 만성 또는 재발성 영양실조는 2012년 28%에서 2017년 19%로 감소했다.
2019년 6월, 유엔이 북한이 10년 만에 최악의 수확량을 기록했으며 북한 인구의 40%에 영향을 미치는 심각한 식량 부족을 겪고 있다고 보고한 후, 대한민국은 북한에 800만 달러 상당의 식량 원조를 제공하는 계획을 시행했다. 남한 정부의 북한에 대한 원조는 남한 정부가 원조와 정치를 분리해야 한다고 주장함에도 불구하고 남북 관계 개선이라는 정치적 의제를 가지고 있다고 널리 여겨진다.

## 같이 보기
- 대약진 운동
- 3년 대기근
- 홀로도모르
- 조선민주주의인민공화국의 농업
- 조선민주주의인민공화국의 경제
- 조선민주주의인민공화국의 대외 관계
- 조선민주주의인민공화국의 역사
- 조선민주주의인민공화국의 인권
- 일본-조선민주주의인민공화국 관계
- 꽃제비
- 북한-중국 관계
- 남북 관계
- 북한-러시아 관계
- 미국–조선민주주의인민공화국 관계
- 조선민주주의인민공화국의 정치
- 조선민주주의인민공화국의 감자 생산
- 고난의 행군
- 햇볕정책
- 세계 식량 계획

## 추가 자료
- Natsios, 앤드루 S. 나치오스 (2001). 《The Great North Korean Famine》. Washington: Institute of Peace Press. ISBN 978-1-929223-34-3.
- Vollertsen, 노르베르트 볼러르첸 (2004). 《Inside North Korea: Diary of a Mad Place》. San Francisco: Encounter Books. ISBN 978-1-893554-87-0.
- Lankov, Andrei. "Trouble Brewing: The North Korean Famine of 1954–1955 and Soviet Attitudes toward North Korea".  Journal of Cold War Studies 22:2 (Spring 2020) pp:3–25. online